# Alexander Drozdzynski
Alexander Drozdzynski, eigentlich Aleksander Drożdżyński (* 1925 in Tomaszów Mazowiecki als Aleksander Kahane; † 17. Februar 1981 in Düsseldorf) war ein polnischer Journalist und Schriftsteller, der sich insbesondere mit dem jüdischen Humor beschäftigte.

## Leben
1940 wurde er in das Ghetto Litzmannstadt deportiert. 1944 war er in Auschwitz, Buchenwald und Bergen-Belsen inhaftiert. Von 1946 bis 1949 studierte er Philosophie in Krakau und Breslau. Anschließend war er als Verlagslektor, Journalist und Schriftsteller tätig. Durch den verstärkten Antisemitismus bei den März-Unruhen 1968 emigrierte er in die Bundesrepublik Deutschland.

## Werke (Auswahl)
- Der politische Witz im Ostblock. Droste, Düsseldorf 1974, ISBN 3-7700-0395-0; dtv, München 1977, ISBN 3-423-01309-5
- Jiddische Witze und Schmonzes. Droste, Düsseldorf 1976, ISBN 3-7700-0414-0; Weltbild, Augsburg 2001, ISBN 3-8289-6930-5
- Alexander Drozdzynskis gesammelte Witze aus aller Welt. Droste, Düsseldorf 1977, ISBN 3-7700-0455-8
- Das verspottete Tausendjährige Reich. Droste, Düsseldorf 1978, ISBN 3-7700-0516-3